# Tiaziner

1,4-tiazin

Tiaziner är heterocykliska föreningar innehållandes en sexsidig ring med fyra kolatomer, en svavelatom och en kväveatom.
Utifrån svavel- och kväveatomernas position i förhållande till varandra, kan tiazinerna delas in i tre grupper, 1,4-tiaziner, 1,3-tiaziner och 1,2-tiaziner. Inom dessa grupper finns dessutom ett flertal isomerer utifrån hur bindningarna ser ut i strukturen.
Även derivat av dessa ämnen klassificeras som tiaziner.
Bland tiazinerna finns bland annat flera läkemedel, insekticider, och färgämnen.